# Volkmar Klien
Volkmar Klien (* 1971 in Hollabrunn, Niederösterreich) ist ein österreichischer Komponist, Künstler und Musikpädagoge.

## Leben
Klien studierte an der Universität für Musik und darstellende Kunst Wien Komposition und an der Universität Wien Philosophie. Zwischen 1997 und 2002 lebte er in London, wo er an der City, University of London ein Doktoratsstudium in elektroakustischer Musik absolvierte und als Forschungsmitarbeiter am Royal College of Art arbeitete.
Seit 2015 ist Volkmar Klien Professor für Komposition an der Anton Bruckner Privatuniversität in Linz. Von 2016 bis 2023 stand er dem dortigen Institut für Komposition, Dirigieren und Computermusik vor. Unter anderem studierten Angélica Castelló und Astrid Schwarz bei ihm. Für den ORF verwirklichte er mehrere Projekte für die Sendereihe Kunstradio. Mit seinem Bruder Peter Klien gestaltete er von Jänner bis Mai 2021 den Ö1-Podcast Die Klien-Brüder: Neue Musik im Härtetest. Beim Kunstverein Alte Schmiede in Wien war er 2009–2020 Kurator für elektronische Musik.
Für die Volksoper Wien schrieb er 2001 das abendfüllende Ballett Nodding Dog. Für das Curtis R. Priem Experimental Media and Performing Arts Center in Troy, New York schuf er Kompositionen für 32 Lautsprecher. Bei zahlreichen Projekten arbeitete er mit seinem Bruder, dem Choreografen Michael Klien, zusammen. Ihre Arbeiten wurden u. a. im Tanzquartier Wien, am Zentrum für Kunst und Medien in Karlsruhe und vom Ballett Frankfurt aufgeführt, ferner von der Martha Graham Dance Company in Manhattan sowie vielfach von der Daghdha Dance Company an der University of Limerick. Weitere musikalische Partner waren Nick Rothwell, Thomas Grill, Weiping Lin und das Duo Stump-Linshalm.

## Auszeichnungen und Preise
- 1995 Gustav Mahler Kompositionspreis der Stadt Klagenfurt.[12]
- 2009 Honorary Mention beim Prix Ars Electronica (gemeinsam mit Thomas Grill)[13]
- 2013 Staatsstipendium für Komposition der Republik Österreich
- 2013 Anerkennungspreis für Medienkunst des Landes Niederösterreich[14]
- 2017 Medienkunstpreis der Stadt Wien[15].

## Diskografie
- Capital Must Accumulate, Löwenhertz [loew 038][16]
- Mahd im Berg, Löwenhertz [loew 037][17]
- 'Variations in Air Pressure', Aufstieg AV [aav1001]
- 'Start - Ziel - Siege', Aufstieg AV [aav0801]
- 'Lockerungen', Aufstieg AV [aav0601]
- 'Strom', Aufstieg AV [aav0502]
- 'vlclel', Aufstieg AV [aav0501]